# Noël Studer
Pour les articles homonymes, voir Studer.
Noël Studer est un joueur d'échecs suisse né le 18 octobre 1996 à Berne. Au 1er avril 2020, il est le troisième joueur suisse avec un classement Elo de 2 580 points.

## Biographie
Grand maître international depuis 2017, Studer a représenté la suisse lors de l'Olympiade d'échecs de 2016 et l'Olympiade d'échecs de 2018, marquant 4 points sur 7 en 2016 et 5 points sur 9 en 2018 à chaque fois le quatrième échiquier,.
Il finit troisième du tournoi Young Masters de Bad Ragaz en 2016, 1er-3e ex æquo en 2017, 7e-8e en 2019 et seul vainqueur en 2019 avec 7,5 points sur 9, un point devant le deuxième.
Il remporte le championnat de Suisse d'échecs en 2016 (ex æquo avec Sebastian Bogner) et 2019 (avec 7,5 points sur 9 et 1 point d'avance sur Nico Georgiadis).